# Borox
Borox es un municipio y localidad española de la provincia de Toledo, en la comunidad autónoma de Castilla-La Mancha. El término municipal tiene una población de 4250 habitantes (INE 2024).

## Toponimia
El topónimo deriva del árabe بروج (borox) «torres». Hay constancia de que ya en el siglo XIII se escribía la forma, incorrecta, بروش (burūš), que acabaría dando lugar al topónimo actual.

## Geografía

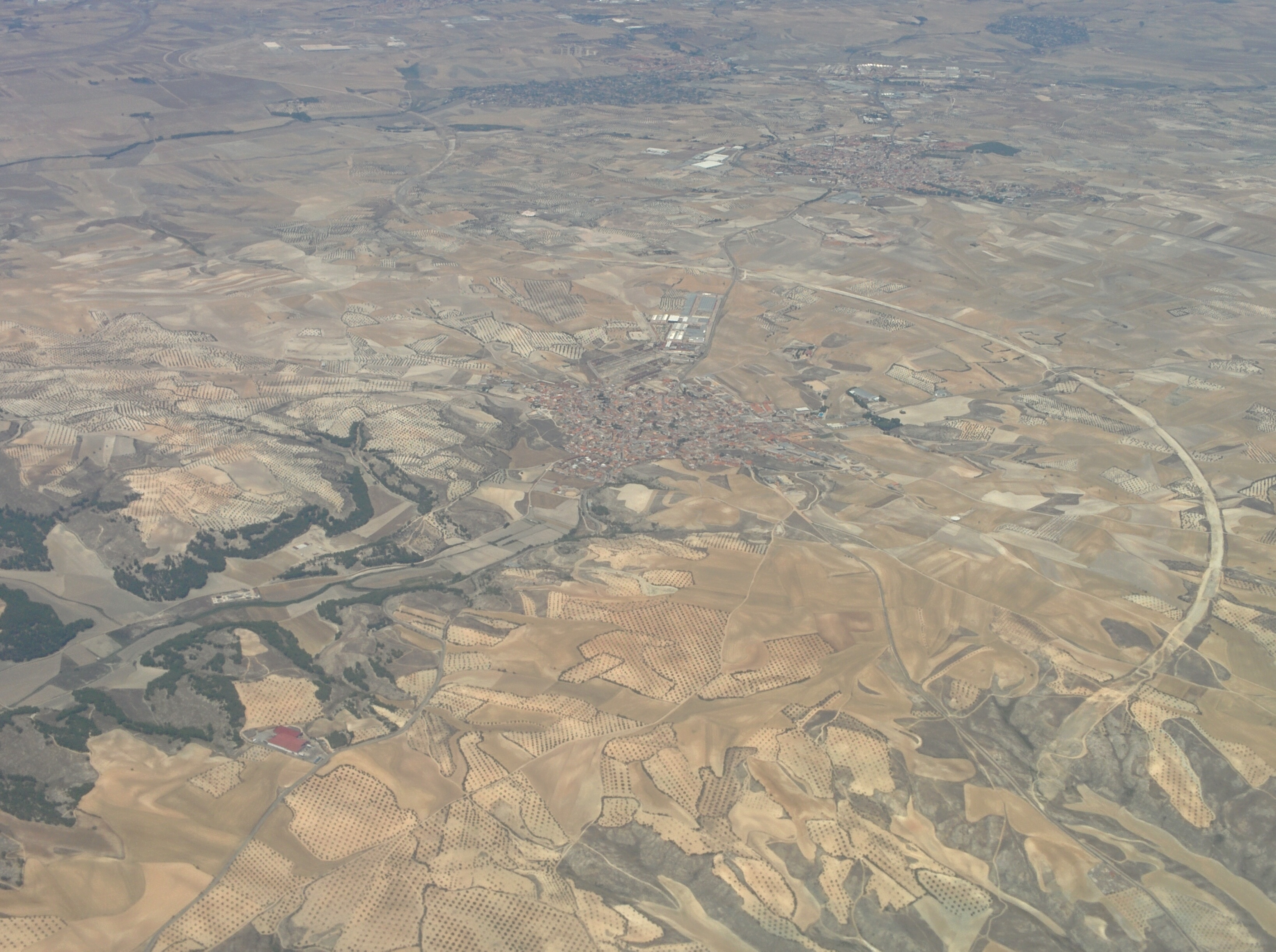
Vista aérea de su entorno

El municipio se encuentra situado entre dos pueblos, uno por el este y otro de norte a sur entre dos laderas. 
Pertenece a la comarca de La Sagra y linda con los términos municipales de Esquivias, Seseña, Aranjuez, Añover de Tajo, Alameda de la Sagra, Pantoja y Numancia de la Sagra, todos de Toledo excepto Aranjuez que pertenece a Madrid.

## Historia
Su origen fue árabe entre los siglos VIII y IX, a partir de la construcción del Castillo de Mahul. En 1179 Alfonso VIII otorgó la mitad de la villa a su mayordomo Rodrigo Gutiérrez y la otra mitad, junto con la villa de Mocejón, a la Orden de Calatrava. Años más tarde, en 1191, el sucesor en el cargo, Domingo Gutiérrez, donaría su parte a la mencionada Orden, permaneciendo así Borox hasta 1378.
Borox fue una venta situada en lugar conocido como La Alhóndiga, levantada para dar de yantar a los viajeros que se dirigían a Toledo desde las tierras de La Alcarria. La importancia de la ciudad del Tajo fue aumentando en la España musulmana y, a la vez, el trasiego de gentes que a ella se encaminaban a comerciar o en busca de fortuna. La venta se fue quedando chica, y en su entorno surgieron posadas, mesones, un mercado y las primeras viviendas, por lo que, poco a poco, se fue formando una ciudad que, más tarde, y debido a las inundaciones que se producían al estar junto al río, se trasladó a la parte más alta del valle, zona en la que actualmente se asienta Borox. 
En 1796 se construyó la casa consistorial, ascendiendo su coste a poco más de 78 700 reales. A mediados del siglo XIX su industria la constituían dos fábricas de jabones, dos tenerías y nueve molinos de aceite. A mediados del siglo XIX, el lugar contaba con una población censada de 1426 habitantes. La localidad aparece descrita en el cuarto volumen del Diccionario geográfico-estadístico-histórico de España y sus posesiones de Ultramar de Pascual Madoz de la siguiente manera:

BOROX: v. con ayunt. en la prov.y dióc. de Toledo (5 leg.), part. jud. de Illescas (2), aud. terr. de Madrid (6), c. g. de Castilla la Nueva. sit. por la parte de N. á S. en 2 laderas, que forman en su descenso un valle poblado de casas, y por el E. otro valle igualmente poblado, que componen 2 calles á la falda de 2 cerros que la cercan de N. á S.: está sit. ocasiona un frio estremado en el invierno, é insufrible calor en el verano, calenturas intermitentes y tifoideas: tiene 290 casas, bastante bien preparadas contra las molestias del clima, entre las cuales es la mas notable la de ayunt., sit. en la plaza de la Constitución y á espaldas de la plazuela de Abastos; fué construida de nueva planta en el año 1796, ascendiendo su coste á 78,700 rs. 20 mrs.; en el mismo edificio se hallan el pósito y la cárcel; hay escuela dotada por los fondos públicos con 1,800 rs., casa y una retribucion moderada por cada uno de los 80 niños que concurren; otra de niñas con 1,100 rs. de dotación, casa y retribucion de las 60 que asisten; igl. parr. dedicada á la Asuncion Ntra. Sra., y en los afueras una ermita con advocacion de Ntra. Sra. de la Salud, que antes era de San Antonio Abad, y por la invencion de aquella por los años 1620 al 1631, se reedificó casi en su totalidad. Confina el térm. de N. á E. con el de Seseña y terrazgos del real patrimonio denominados Vega de Potros, Raso de las Conejeras y Dehesa nueva del Rey; de E. á S. con las tierras del mismo patrimonio, llamadas Ejidos de Valdejuanete, Valdeabajares, Valdeasturianos, El Pical, Tierra-honda, Dehesa de Requena, Sus Cabezadas y Sotillos; de S. á O. con térm. de Alameda de la Sagra, deh. de Darageval, Villariche y Ontalba; de O. á N. el de Esquivias, á dist. de 1/4 á 1/2 leg. por todos los puntos, y comprende 3,895 fan. de tierra, de las que se cultivan 3,000 y son 150 de primera calidad, 450 de segunda y las restantes de tercera, las cuales se emplean en cereales, lentejas, viñas, olivares y algunos prados. El terreno es de inferior calidad, por la mucha piedra de yeso de que abunda, escepto algunas vegas: le bañan los r. Tajo y Jarama. Los caminos son locales y en mal estado: el correo se recibe en lllescas. prod.: aceite, cebada, trigo, centeno, lentejas y otras legumbres; se mantiene bastante ganado lanar, y el vacuno necesario para las labores. ind. y comercio: 2 fáb. de jabón, 2 tenerias, 9 molinos de aceite, los 4 en mal estado, cuyos art. con los de cereales constituyen su tráfico, principalmente en una pequeña feria que se celebra el 28 de agosto. pobl. 335 vec., 1,310 alm. cap. prod.: 1.807,267 rs. imp. 49,351. contr.: 30,335 4: para cubrir su presupuesto municipal, cuenta con algunos bienes y derechos de propios, que son: las alcabalas que posee por real privilegio de compra en 24 de diciembre de 1624, y valen por un término medio 11,000 rs.; el prod. de yerbas de la deh. llamada Acicates, las del cot. carnicero y arbitrios suprimidos de fiel, medidor y almotacen; el arrendamiento de terrazgos roturados y las casas destinadas á los abastos públicos. Este pueblo fue de la encomienda de Otos propia del real patrimonio y se desagregó en 1378, haciéndose despues por S. M., como gran maestre de las órdenes, varias permutasen compensacion de terrenos. (V. Aranjuez).
(Madoz, 1846, pp. 413-414)

## Demografía
Cuenta con una población de 4250 habitantes (INE 2024).
| Gráfica de evolución demográfica de Borox entre 1842 y 2021                                                           |
| |
| Población de derecho según los censos de población del INE. Población de hecho según los censos de población del INE. |

## Símbolos
Escudo de oro, una cruz de Calatrava, de gules y, en punta, toro pasante, de sable, adiestrado y siniestrado de tres eslabones de cadena, del mismo esmalte. Al timbre, corona real cerrada.
El escudo municipal de Borox fue encargado en 1982 por el Ayuntamiento a los heraldistas e historiadores Buenaventura Leblic García y José Luis Ruz Márquez. Blasón e informe obtuvieron la aprobación de la Real Academia de la Historia en junta de 15 de marzo de 1985.

## Administración
| Periodo   | Nombre                        | Partido       |
| --------- | ----------------------------- | ------------- |
| 1979-1983 | Miguel González Moreno        | Independiente |
| 1983-1987 | Miguel González Moreno        | Independiente |
| 1987-1991 | Miguel González Moreno        | PSOE          |
| 1991-1995 | Ángel de Paredes Alonso       | PSOE          |

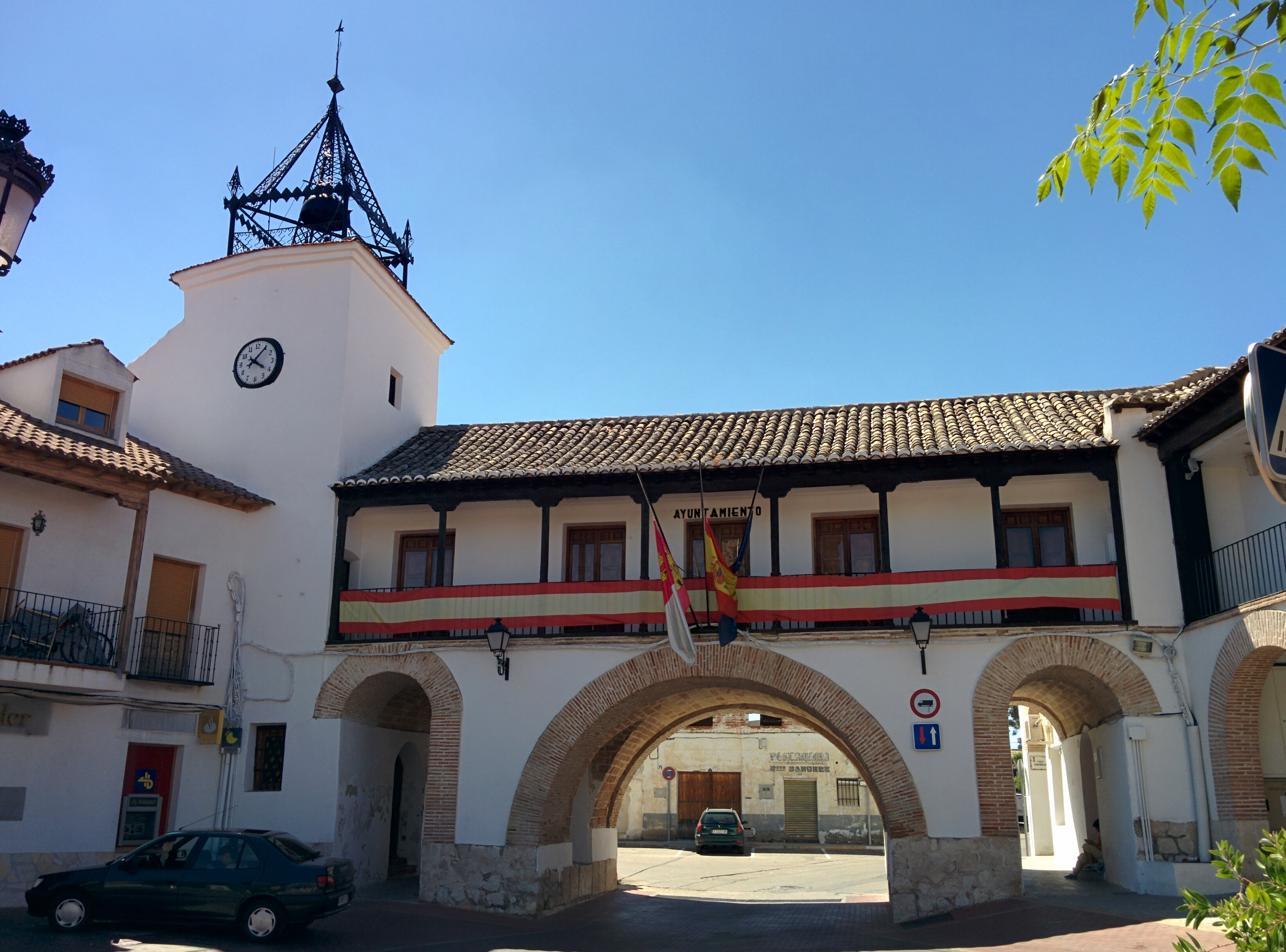
Casa consistorial

| 1995-1999 | Fernando de Paredes Alonso    | PP            |
| 1999-2003 | Luis Miguel Díaz Navarro      | PSOE          |
| 2003-2007 | Luis Miguel Díaz Navarro      | PSOE          |
| 2007-2011 | Luis Miguel Díaz Navarro      | PSOE          |
| 2011-2015 | Emilio Ramón Lozano Reviriego | PP            |
| 2015-2019 | Emilio Ramón Lozano Reviriego | PP            |
| 2019-2023 | Soledad Delgado Martín        | Ciudadanos    |
| 2023-act. | Soledad Delgado Martín        | Ciudadanos    |

## Patrimonio

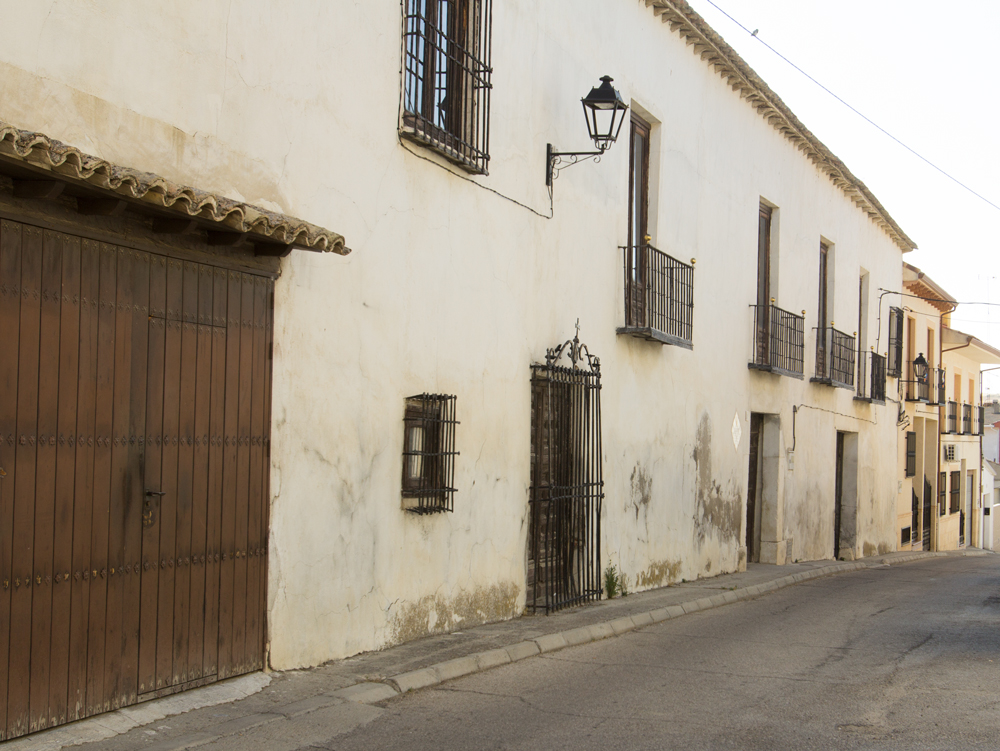
Casa de los Coroneles

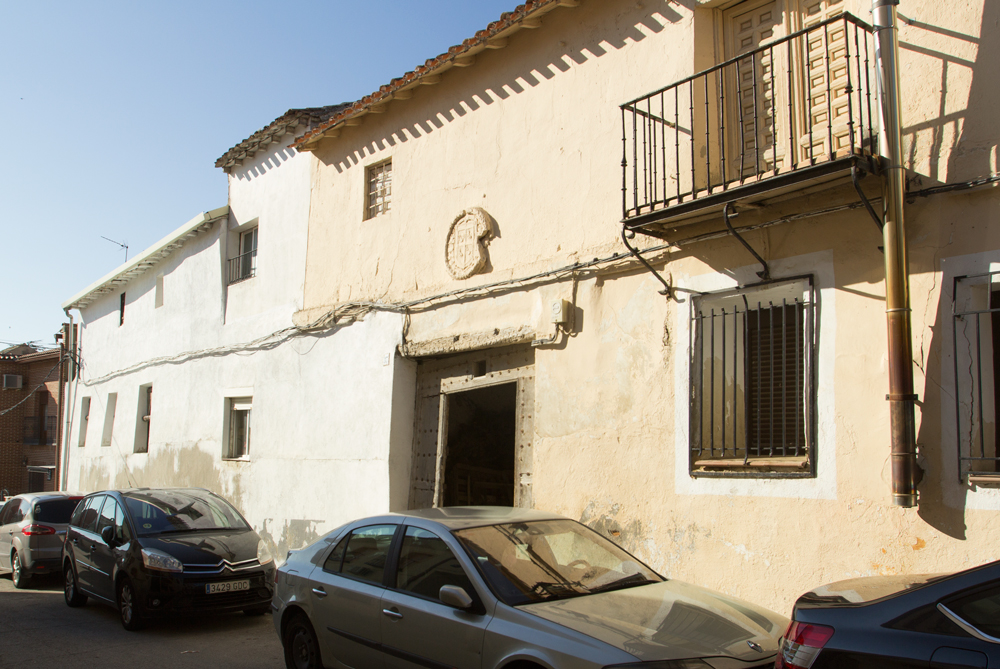
Casa de los González

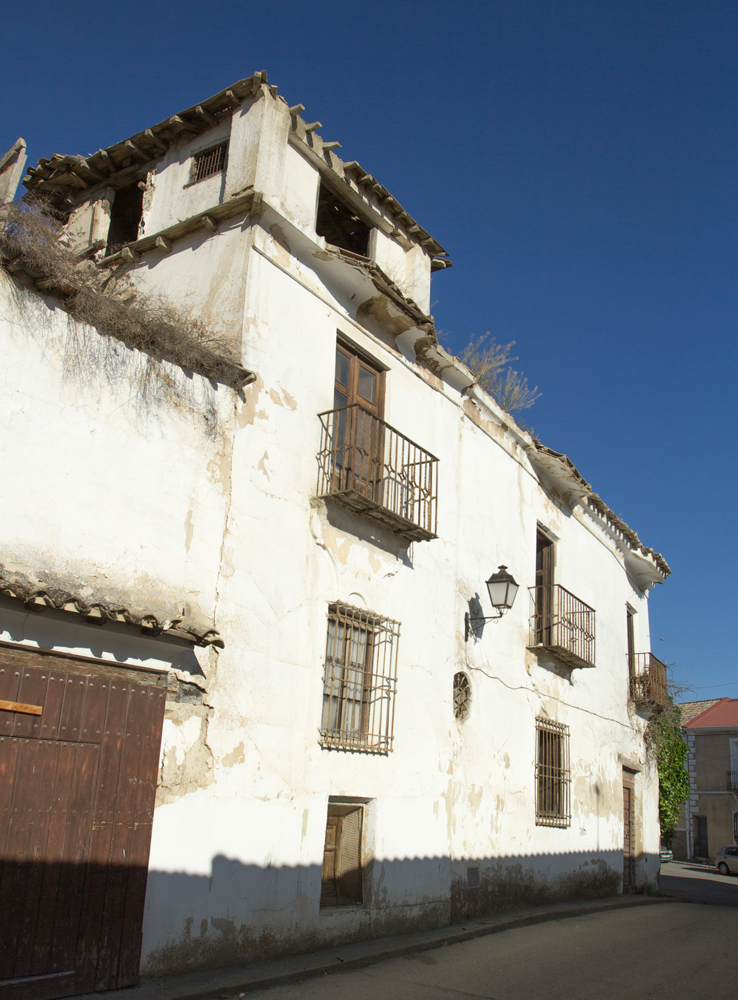
Casa de la Obdulia

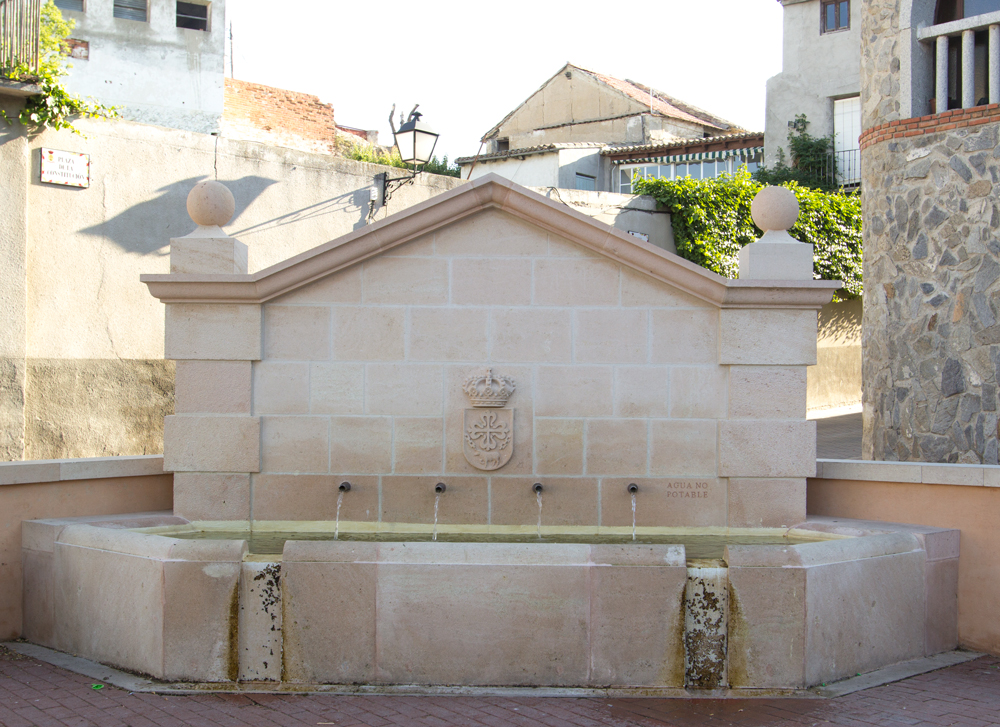
Fuente de la Plaza de la Constitución

- Casa consistorial: Casa a dos alturas conformada por tres arcos de estilo mudéjar que dan entrada a la Plaza de la Constitución. Es de planta irregular con un cubo avanzado sobre la fachada del cuerpo principal de los arcos y una casa adosada en el otro de sus lados. Destaca una torrona lateral sobre todo el conjunto, cubierta por una estructura de rejería que sontiene un pequeño campanario.
- Parroquia Nuestra Señora de la Asunción: Iglesia barroca con una torre campanario centrada en uno de sus laterales.
- Ermita de Nuestra Señora de la Salud, de estilo barroco.
- Casa de los Coroneles: Casona de planta cuadrangular cuyas dependencias se distribuyen alrededor de un patio central. En su fachada conserva rejería de carácter popular, cuyos acabados superiores remarcan el carácter religioso. Conserva en uno de sus lados una ventana circular también con rejería popular.
- Casa de los González: Casa coronada por una pequeña torrona, conserva el escudo sobre la puerta, aunque este se encuentra algo deteriorado en su parte lateral inferior y pintado del mismo color que la fachada de la casa.
- Casa de la Obdulia: Casa de planta irregular coronada por una torrona, se puede observar en su fachada 2 ventanas circulares que conservan rejería de carácter popular. En la antigüedad el tamaño de esta casa era mucho mayor porque contaba con múltiples dependencias que hoy día están divididas e incluso han desaparecido para dejar sitio a nuevas viviendas.
- Casa de la Calle Julián del Rincón 3: Casa de planta cuadrangular con patio interior, coronada por una pequeña torrona, su fachada se encuentra muy transformada.
- Fuente y plaza de la Constitución

El pueblo tiene un trazado irregular, con casas de tipo historicista y reminiscencias de estilo isabelino que, generalmente, poseen dos alturas, con huecos regularmente dispuestos y paramentos con diversos motivos ornamentales (recercados, impostas, cornisas, etc.).

## Fiestas
- 9 de marzo: fiesta campestre de Santa Juana.
- Primer y segundo fin de semana de mayo: fiestas patronales en honor a la Virgen de la Salud.
- 27 al 31 de agosto: fiestas patronales en honor a San Agustín.